# Franciskanerordenen
Franciskanerordenen (latin: Ordo Fratrum Minorum (O.F.M.), "Mindrebrødrenes Orden", i Danmark kaldet Gråbrødre) blev grundlagt af den den hellige Frans af Assisi i 1209.

## Baggrund
Efter at Frans var vendt om fra sit muntre ungdomsliv til at søge Gud – ved at tage sig af de spedalske og opbygge små forfaldne kirker – fik han efterhånden følgeskab af andre, som ville efterleve hans eksempel. Bernardo da Quintavalle og Pietro da Cattani var de første. De sluttede sig til Frans i 1208. De søgte vejledning ved at slå tre gange op i evangelierne, hvor de hver gang fandt bibelsteder, der handlede om efterfølgelse og fattigdom. Det var fra begyndelsen et ustruktureret fællesskab, som kaldte sig "bodgørerne fra Assisi".
Men i løbet af 1209 nedskrev Frans den første regel for fællesskabet og rejste til Rom for at få den godkendt af pave Innocens 3. Og godkendelsen fik de, ifølge legenden, fordi paven havde haft en drøm, hvor han så en fattigt klædt mand, Frans, støtte og opretholde Laterankirken, som var ved at styrte sammen. Traditionen siger, at denne godkendelse fandt sted den 16. april, som franciskanerne derfor betragter som ordenens grundlæggelsesdag. Franciskanerne hører til de såkaldte "tiggermunke", fordi de ikke skulle skamme sig ved at tigge, hvis ikke de kunne skaffe sig det daglige brød ved arbejde.
Frans' brødre skulle leve efter de gamle klosterregler om fattigdom, lydighed og kyskhed, strengere forstået end i andre ordener. Fx gjaldt ejendomsløsheden ikke blot den enkelte mindrebroder, men også ordenen som sådan. Og en mindrebroder måtte ikke modtage penge overhovedet.
Palmesøndag 1212 flygtede en pige af fornem familie, Chiara dei Scifi, hjemmefra og sluttede sig til Frans' bevægelse. Hun blev grundlægger af clarisserordenen, som også kaldes "den anden orden", til forskel fra den første orden, Frans' orden for mænd.
Frans stiftede selv en tredje orden for mennesker, som ville efterleve hans idealer uden at gå i kloster, men forblive i  deres daglige arbejde og ægteskab. Reglen for denne tredje orden blev godkendt af paven i 1221.

## Stridighed om forståelsen af fattigdommen
Allerede i Frans' levetid var der stridigheder om forståelsen af fattigdom og ejendomsløshed, hvor Frans var den kompromisløse, der mente at enhver form for ejendom var oprindelsen til al ufred i verden. For den der ejer, vil sætte meget ind på at forsvare sin ejendom.
Andre tænkte anderledes. Bl.a. så mange en nødvendighed i uddannelse, så de kunne være bedre som prædikanter. Og allerede i den første tid var der lærde mænd, fx en af de første generalminister, Bonaventura, som også skrev den levnedsbeskrivelse af Frans, som blev betragtet som den officielle.
Ordenens leder, generalminister, på det tidspunkt Frans døde, broder Elias di Cortona var fortaler for en anden opfattelse end Frans. Og det viste sig i den imponerende kirke, som han fik opført over den lille fattige Frans. Fattigdomsidealet fik sit, derved at kirken officielt tilhører paven, som stiller den til rådighed for ordenen.
Men nidkærheden for fattigdom døde ikke ud med Frans, og der var gennem de følgende århundreder stridigheder mellem strammere og slappere på dette område, spiritualer og konventualer, hyppigst med støtte fra paven til de sidste, som ville give køb på den mest nidkære overholdelse af fattigdommen.
Der opstod gennem tiderne forskellige reformbevægelse og nye ordensstiftelser, så der efterhånden var adskillige franciskanerordener. Disse blev efter paveligt påbud slået sammen til én i 1897. Kun konventualerne og de i 1500-tallet oprettede kapucinere fik lov at bestå som selvstændige ordener.

## Franciskanerne i Danmark
Franciskanerne udbredte sig hastigt, og allerede i 1232 blev det første danske kloster oprettet i Ribe. I Danmark blev de normalt kaldt gråbrødre på grund af deres grå kutte, svarende til bondens antræk på Frans' hjemegn, Umbrien. I løbet af få år blev der oprettet klostre i mange danske byer, og dertil en selvstændig ordensprovins, Dacia, som allerede i 1200-tallet omfattede 34 klostre. I 1400-tallet var antallet af klostre steget til 48 i Norden.
At både Frans' og Klaras orden har været repræsenteret i København, afsløres stadig af navne som Gråbrødretorv og Klareboderne.
Franciskanerne i Roskilde havde 501 relikvier, deriblandt to stykker af Kristi vugge, 12 splinter af korset, to tjavser af apostlen Peters skæg, samt en splint af hans kors og to lokker af Maria Magdalenes hår. Først i 2011 forlod den sidste franciskanermunk Roskilde.
Ved reformationen blev franciskanerne behandlet mere barskt end de øvrige klosterordener. Hvor andre munke fik lov til at blive i deres klostre, indtil de døde, blev gråbrødrene fordrevet fra deres klostre. Dette er beskrevet i et skrift af franciskansk oprindelse fra reformationstiden, Cronica seu brevis processus in causa expulsionis fratrum minoritarum de suis cenobiis provincie Dacie – Gråbrødrenes Fordrivelseskrønike.
Franciskanerklostre i det daværende Danmark (inklusive Sønderjylland og Skåne) og deres stiftelsessår:
- Ribe (1232)
- Slesvig by (1234)
- Viborg (1235)
- Randers (1236)
- Svendborg (1236)
- Roskilde (M: 1237, K: 1256)
- København (M: 1238, K: 1505)
- Lund (1238)
- Tønder (1238)
- Kalundborg (1239)
- Næstved (1240)
- Ålborg (1250)
- Horsens (1261)
- Flensborg (1263)
- Trelleborg (1267)
- Ystad (1267)
- Odense (M: 1279, K: 1521)
- Nysted (1286)
- Kolding (1288)
- Malmø (1419)
- Nykøbing Falster (1419)
- Helsingør (1420)
- Køge (1484)
- Torkø (ca. 1489)
- Halmstad (1494)
- Husum (1494)

## Franciskanere i dag
I dag findes de mandlige franciskanere delt i tre ordener, mindrebrødrene, konventualerne og kapucinerne.
Sankt Claras klarisserorden for kvinder er en orden med streng klausur.
Flere kvindeordener, som lever i klostre og med ordensdragt, men følger reglen for lægfranciskanerne, har et langt mere udadvendt virke end klarisserne.
Endelig skal det nævnes, at der også findes franciskanere udenfor den katolske kirke, især i den anglikanske kirke.